# اجالة (حديبو)

تعديل مصدري - تعديل

اجالة هي إحدى قرى عزلة حديبو بمديرية حديبو التابعة لمحافظة أرخبيل سقطرى، بلغ تعداد سكانها 284 نسمة حسب تعداد اليمن لعام 2004.